# Юргенсон, Фридрих
Фридрих Харри Юргенсон (швед. Friedrich Harry Jürgenson; 8 февраля 1903, Одесса — 15 октября 1987, Хёёр, Шонен, Швеция) — шведский художник и оперный певец, а также один из первых, кто объявил об обнаружении электронного голосового феномена и занялся его систематическим изучением.

## Личная жизнь
С раннего возраста он мог говорить на русском, эстонском и немецком языках, и его талант к языкам всячески поощрялся, что позднее весьма сильно поможет ему в расшифровке магнитофонных записей, содержащих слова из множества языков. Юргенсон был сыном врача датского происхождения, работавшего в Одессе, и матери-шведки. Родители приехали на Черное море с территории нынешней Эстонии. После Первой мировой войны и Февральской революции 1917 года Юргенсон изучал живопись в Одесской художественной академии и вокал, а также музыку в Одесской консерватории.
В 1925 году семья вернулась в Эстонию, где Юргенсон сначала продолжил обучение живописи и пению, а затем переехал в Берлин для продолжения учебы. В 1932 году Юргенсон переехал в Палестину. Он пробыл там шесть лет, продолжая учебу, и в то же время начал довольно успешную карьеру художника и оперного певца.
В 1938 году Юргенсон покинул Палестину и отправился в Милан, где получил образование и стал профессиональным певцом. Когда он посетил своих родителей в 1943 году, он заболел, и влажная холодная погода повредила его голос, поэтому он бросил свою профессиональную карьеру певца и сосредоточился только на живописи. Он рисовал натуралистически, предпочитая портреты, пейзажи и натюрморты. Из-за Второй мировой войны он уехал в Швецию, жил в Стокгольме, где также женился на своей жене Монике и получил шведское гражданство.
В Швеции многоязычный одаренный Юргенсон изучал шведский, уже десятый язык. В последующие годы он рисовал богатых шведов и пейзажи Стокгольма. В 1949 году он изобразил раскопки в Помпеях, вследствие чего он стал единственным художником, получившим разрешение рисовать под куполом собора Св. Петра в Риме, получив задание увековечить в живописи город надгробий. В течение четырёх месяцев он мог рисовать картины в склепе, куда никто кроме него не имел доступа. Наконец, он нарисовал четыре портрета папы Пия Двенадцатого, и все картины были вывешены в Ватикане. Отныне ему была предоставлена «полная свобода действий» в Помпеях, и он несколько раз возвращался туда для рисования.
В 1957 году Юргенсон купил магнитофон, чтобы записывать свое пение (при этом он воспринимал странные сферические шумы и телепатические сообщения, которые он приписывал своей художественной чувствительности). В следующем году он отправился на свою первую крупную художественную выставку в Помпеи, но продолжил свои телепатические эксперименты после своего возвращения в Стокгольм. «Я не слышал ни голоса, ни звука, ни шепота. Это было совершенно бесшумно». Позже он сообщил, что весной 1959 года он получил сообщение «с центральной станции наблюдения в космосе», с которой наблюдали за человечеством. Он попытался записать эти сообщения на магнитную ленту. Хотя сначала он верил в космическое происхождение голосов, позже он убедился, что может слышать голоса умерших «с другой стороны». Спустя время он сообщил, что один эксперимент полностью изменил его жизнь: слушая записанные птичьи голоса, он услышал на пленке голос своей покойной матери, которая обратилась к нему по детскому прозвищу: «Фридель, ты меня слышишь? Это мама».
В 1964 году Юргенсон, который теперь жил в Мёльнбо, к югу от Стокгольма, дал свою первую и широко освещаемую пресс-конференцию, после чего ЭГФ стал всемирно известен. Международные исследовательские общества и ученые, занимающиеся паранормальными явлениями, проявили большой интерес к его исследованиям, в том числе Фридберт Каргер из института физики плазмы Макса Планка в Гархинге под Мюнхеном, Ханс Бендер из университета Альберта Людвига Фрайбурга, американские общества парапсихологии, а также такие люди, как Константин Раудиве или супружеская пара Клод и Эллен Торлин, которые разыскали его в Швеции и тоже начали исследования ЭГФ.
Прослушивая ленту, Юргенсон слышал голоса на разных языках: шведском, немецком, русском, английском или итальянском — всех языках, которыми владел сам. Весной 1960 года голос подсказал ему использовать радиоприемник. Этим методом он пользовался до самой смерти. После нескольких экспериментов он стал использовать частоту приема от 1445 до 1500 килогерц. Поэтому частота 1485 кГц сегодня называется «частотой Юргенсона».
В 1965 году Юргенсон возобновил живопись, но его основным занятием оставались магнитофонные записи. С 1967 по 1969 год Юргенсон участвовал в раскопках Помпеи и снял об этом документальный фильм. После премьеры фильма «Все желают видеть Папу» Юргенсону был дарован рыцарский титул. В то же время он снова отправился в Помпеи.
В 1967 году была опубликована книга Юргенсона «Радиоконтакт с потусторонним миром». С 1970 года Юргенсон посвятил себя исследованиям в области записи голосов, и выступал с публичными лекциями в Америке, Англии, Швеции, Италии, Германии и Швейцарии. В 1975 году он покинул Нисунд, где до этого жил в течение долгого времени, переехав в Хёёр на юге Швеции. Там он принимал многочисленных посетителей со всего света, газетных репортёров, радио- и теле- журналистов, учёных.
С 1980 по 1986 год Юргенсон работал над фильмом, который является обзором его жизни и работы, особенно той, что была связана с его исследованиями. Этот фильм в той или иной степени рассматривается как его наследие. В первый раз он был показан в Мюнхене в мае 1987 года.
В старческом возрасте он зачастую оставался дома, лишь изредка совершал поездки в Италию, где вел переговоры о создании научно-исследовательского института ЭГФ. В 1978 году он дал свою третью пресс-конференцию и прочитал много лекций. Тогда он предсказал, что человечество скоро сможет получать сообщения по телевидению. Его книга «Радиоконтакт с потусторонним миром» была переведена на голландский, итальянский и португальский языки в начале 1980-х годов. В 1985 году он дал свою последнюю пресс-конференцию, которую транслировало телевидение по всей стране.
Шведский художник-инсталлятор Карл Микаэль фон Хаусвольф основал Фонд Фридриха Юргенсона в связи с выставкой в 2000 году, которая находится в культурном центре Стокгольма.

## Работы

### Живопись
1. Alt-Reval, альбом, 1942;
2. Staden mellan broarna, Sanct Görans konstförlag, 1948;
3. Staden kring strömmarna, Sanct Görans konstförlag, 1948.

### Книги
1. Rösterna Från Rymden (рус. Голоса из Вселенной), Стокгольм, 1964: радиотелефонная связь с умершими. Форма практического технического и физического контакта с загробной жизнью.
2. Verlag Hermann Bauer, Freiburg im Breisgau 1967 — English: Breakthrough. Удивительный эксперимент в области электронного общения с мертвыми, 1971 — Голландский: Gesprek met de doden. Общение с паранормальным, Verlag Fidessa, 1976, ISBN 9062365051 или ISBN 9789062365050;
3. Radio och Mikrofonkontakt med de Döda (рус. Радио- и микрофонный контакт), Nybloms Förlag, Uppsala 1968 — немецкий язык: радиотелефонная связь с покойным. Практический контакт с потусторонним миром, Goldmann Verlag, Мюнхен 1981, ISBN 3-442-11727-5 или ISBN 978-3442117277 — новые издания до 1996 г.

### Фильмы
1. Мост к бессмертию. Врата в вечность, видеоклип, режиссер: Рольф Ольсен, Мюнхен О. Дж.;
2. Помпеи — культурная реликвия, которую необходимо сохранить, документация, 1966 г.;
3. Храмы в Пестуме и Город храмов и могил, документация, 1968 г.;
4. Смерть птиц в Италии, документальный фильм, 1968 г.;
5. Чудо крови святого Дженнаро, документальный фильм, 1968 г.;
6. Рыбак из Галилеи, документация, 1969 г.

## Награды
- В 1969 году Папа римский Павел VI посвятил Юргенсона в кавалеры Ордена Св. Григория за его работу.

## Выставки
1. В 2000 году художник-инсталлятор Карл Майкл фон Хаусвольф организовал комплексную ретроспективу творчества Фридриха Юргенсона в культурном центре Фергфабрикен на выставке «Фридрих Юргенсон — из студии аудиоскопических исследований»;
2. С 22 марта по 12 апреля 2004 года Карл Майкл фон Хаусвольф организовал выставку работ Юргенсона во Франкфурте-на-Майне, на которой он разместил свой магнитофонный архив в центре выставки;
3. В 2009 году Карл Майкл фон Хаусвольф создал звуковую скульптуру «Friedrich Jürgenson 1485.0 kHz» от имени стокгольмской галереи Никлас Белениус — маленького радио, которое постоянно передает частоту 1485.0 кГц.